# D·J·奥古斯汀
小达里尔·杰拉德·“D·J”·奧古斯汀（英語：Darryl Gerard "D. J." Augustin, Jr.，1987年11月10日—），前美國NBA聯盟職業篮球运动员，大学就读于德克萨斯大学。他於2008年的NBA選秀中第1輪第9順位被夏洛特山貓選中，目前已退役。

## 早年及高中
奧古斯汀出生於路易斯安那州新奥尔良，但在2005年8月，新奥尔良遭遇飓风卡特里娜袭击，全家被迫搬离新奥尔良。当时就读高三的奥古斯汀轉學至德克萨斯州舒格兰的高塔高中，就讀但他取得的是家乡马丁兄弟高中的畢業證書。在他高中二年级和三年级的赛季，奥古斯汀带领马丁兄弟高中夺得了两个州5A锦标赛冠军，并两次夺得MVP。在大三赛季，他场均可以贡献21.2分和5.3次助攻，并带领学校打出39胜2负的战绩。
在高四转入高塔高中后，奥古斯汀在那个赛季场均可以攻下19分、6.1次助攻和5.7次抢断，并带领球队杀入5A锦标赛的八强。他也因此入选当年的麦当劳全明星赛，并贡献7分、3次助攻。

## 大學時期
奥古斯汀在德克萨斯大学的第一个赛季便首发了全部31场比赛，场均可以贡献14.4分和6.7次助攻，6.7助攻在大十二联盟排名第一，在全国也可排到第五。他44.3%的三分球命中率排在全队之首，而503分的单赛季总得分能排在校史第四位。他入选了大十二区的第二阵容和最佳新秀阵容。
大二赛季，奥古斯汀场均可以贡献19.8分和5.7次助攻，5.7次助攻居大十二区首位，19.8分能排在同区第二。他单赛季的177次助攻能排到德克萨斯大学历史的第八位。他有16场比赛得分上20分，两场超过30分。在他的带领下，德克萨斯大学杀进了NCAA锦标赛的最终八强。他入选了运动画刊、ESPN杂志和USBWA评选的全美第一队，并获得了鮑伯·庫西獎。另外，他还进入了约翰·伍登奖和奈史密斯杯的最终候选名单中。
大二赛季结束后的2008年4月23日，奥古斯汀决定参加2008年NBA选秀。6月3日，奥古斯汀聘请了经纪人，他的NCAA生涯也就此结束。

## NBA生涯
在2008年NBA选秀中，奥古斯汀以首轮总第9顺位被夏洛特山猫选中。
2008年7月8日，奧古斯汀与山猫签下一份新秀合同。2009年5月1日，奥古斯汀入选当年的最佳新秀阵容第二队。
同年10月6日，山貓隊執行奧古斯汀合約第三年的球隊選項。
2010年10月29日，山貓隊執行奧古斯汀合約第四年的球隊選項。。
2011年1月21日，奥古斯汀在面对费城76人的比赛中贡献生涯新高的31分，另有8次助攻，带领球队击败对手。同年4月12日，奥古斯汀在对阵新澤西籃網的比赛中命中绝杀球，并贡献了19分和11次助攻。2012年6月29日，山貓隊向奧古斯汀開出报价合同，使其成為受限制自由球員。不过在7月12日，山貓隊撤回对奧古斯汀的報價合同，令他成为无限制自由球员。
2012年7月13日，奧古斯汀與印第安纳步行者簽下一份一年350萬的合約。
2013年7月22日，奧古斯汀與多伦多暴龍簽下一份一年126萬美金的底薪合約。2013年12月9日，奧古斯汀被暴龍隊裁掉。在猛龙效力的10场比赛中，他场均只能贡献2.1分和1次助攻。
2013年12月12日，在完成了三日的澄清期后，奥古斯汀正式与芝加哥公牛签约。在次年3月31日公牛对阵芝加哥公牛的比赛中，奥古斯汀贡献了其生涯最高的33分，另有3次助攻。在公牛效力的61场比赛中，奥古斯汀能场均贡献14.9分5次助攻。在同年4月23日对阵华盛顿奇才的季后赛中，奥古斯汀贡献25分和7次助攻，两数据均刷新生涯季后赛纪录。
2014年7月14日，奥古斯汀与底特律活塞达成一份2年价值600万的合同。2015年2月1日，奥古斯汀在面对休斯顿火箭队的比赛中贡献28分12次助攻。在下场面对迈阿密热火的比赛中，奥古斯汀再次贡献25分13次助攻，他也成为活塞历史第三位连续两场贡献25分10次助攻的球员。
2015年2月20日，奥古斯汀在一笔涉及犹他爵士、活塞和俄克拉荷马城雷霆的三方交易中与另外三名球员一起送到雷霆。
2016年2月18日，奥古斯汀被交易到丹佛掘金队。
2016年7月7日，奧古斯汀與奧蘭多魔術隊簽下一份4年2900萬美元的合約。

## NBA 生涯數據

### 例行賽
| 賽季      | 球隊             | GP  | GS  | MPG  | FG%  | 3P%  | FT%   | RPG | APG | SPG | BPG | PPG  |
| --------- | ---------------- | --- | --- | ---- | ---- | ---- | ----- | --- | --- | --- | --- | ---- |
| 2008–09   | 夏洛特山猫       | 72  | 12  | 26.5 | .430 | .439 | .893  | 1.8 | 3.5 | .6  | .0  | 11.8 |
| 2009–10   | 夏洛特山猫       | 80  | 2   | 18.4 | .386 | .393 | .779  | 1.2 | 2.4 | .6  | .1  | 6.3  |
| 2010–11   | 夏洛特山猫       | 82  | 82  | 33.6 | .416 | .333 | .906  | 2.7 | 6.1 | .7  | .0  | 14.4 |
| 2011–12   | 夏洛特山猫       | 48  | 46  | 29.3 | .376 | .341 | .875  | 2.3 | 6.4 | .8  | .0  | 11.1 |
| 2012–13   | 印第安纳步行者   | 76  | 5   | 16.1 | .350 | .353 | .838  | 1.2 | 2.2 | .4  | .0  | 4.7  |
| 2013–14   | 多伦多猛龙       | 10  | 0   | 8.2  | .292 | .091 | 1.000 | .4  | 1.0 | .1  | .0  | 2.1  |
| 2013–14   | 芝加哥公牛       | 61  | 9   | 30.4 | .419 | .411 | .882  | 2.1 | 5.0 | .9  | .0  | 14.9 |
| 2014–15   | 底特律活塞       | 54  | 13  | 23.8 | .410 | .327 | .870  | 1.9 | 4.9 | .6  | .0  | 10.6 |
| 2014–15   | 俄克拉荷马城雷霆 | 28  | 1   | 24.2 | .371 | .354 | .861  | 2.2 | 3.1 | .6  | .0  | 7.3  |
| 生涯/平均 |                  | 511 | 170 | 24.8 | .403 | .371 | .873  | 1.9 | 4.1 | .6  | .0  | 10.0 |

来源：

### 季後賽
| 賽季      | 球隊           | GP | GS | MPG  | FG%  | 3P%  | FT%  | RPG | APG | SPG | BPG | PPG  |
| --------- | -------------- | -- | -- | ---- | ---- | ---- | ---- | --- | --- | --- | --- | ---- |
| 2010      | 夏洛特山猫     | 4  | 0  | 18.3 | .294 | .333 | .833 | 1.0 | 1.8 | .3  | .3  | 4.3  |
| 2013      | 印第安纳步行者 | 19 | 1  | 16.6 | .380 | .396 | .806 | .8  | .7  | .4  | .0  | 5.2  |
| 2014      | 芝加哥公牛     | 5  | 0  | 28.2 | .292 | .269 | .895 | 1.6 | 4.8 | .6  | .0  | 13.2 |
| 生涯/平均 |                | 28 | 1  | 18.9 | .331 | .350 | .839 | 1.0 | 1.6 | .4  | .0  | 6.5  |

来源：